# Peter Farmer (Leichtathlet)
Peter Farmer (Peter John Farmer; * 25. Juni 1952 in Sydney) ist ein ehemaliger australischer Hammerwerfer.
1974 gewann er Bronze bei den British Commonwealth Games in Christchurch, und 1976 wurde er Zwölfter bei den Olympischen Spielen in Montreal.
Einem dritten Platz beim Leichtathletik-Weltcup 1977 in Düsseldorf folgte ein Sieg bei den Commonwealth Games 1978 in Edmonton.
1979 wurde er Vierter beim Leichtathletik-Weltcup in Montreal, und 1980 schied er bei den Olympischen Spielen in Moskau in der Qualifikation aus.
1977 und 1980 wurde er Französischer Meister, 1978 und 1979 Englischer Meister und 1978 Schottischer Meister. Für die University of Texas at El Paso startend wurde er 1974 NCAA-Meister im Hammerwurf und 1975 NCAA-Hallenmeister im Gewichtweitwurf.
Am 14. August 1979 stellte er in Vanves mit 75,90 m einen australischen Rekord auf, der 1994 von Sean Carlin gebrochen wurde.